# Joana Serra de Gayeta
Joana Serra de Gayeta   (Pollença, 15 d'abril de 1950) és una escriptora i professora mallorquina.

## Biografia
És filla de l'historiador Francesc Serra de Gayeta i d'Asprer i descendent del militar austricista Francesc d'Asprer i Talric.
Joana Serra de Gayeta va estudiar Filosofia i Lletres a Barcelona i es va llicenciar en Filologia Hispànica. El 1972 va guanyar el Premi Sa Pobla de Narrativa Juvenil amb Sovint el record queda a l'asfalt. L'any 1974 va rebre el Premi Ciutat de Manacor pel conjunt de relats Taules de marbre, reeditat el 2020 per l'Editorial Moll incloent Nosaltres esperàvem Mr. Marshall, un relat amb el qual havia rebut el Premi Joan Ballester el 1976. L'obra, malgrat el pas del temps, va ser ben rebuda.
Va treballar a l'Editorial Cort, amb el director de la qual, Andreu Ferrer, estava casada. Col·laborà a la revista Cort de 1974 a 1982. A l'editorial va elaborar, en col·laboració amb altres autors, llibres de text en català d'educació general bàsica, i va crear i dirigir la col·lecció «Vell Marí» de literatura infantil i juvenil des del 1992, on el mateix any s'hi va publicar el seu llibre infantil La bruixa Lonieta, amb il·lustracions de Margalida Gayà.
A banda de l'activitat literària, s'ha dedicat a l'ensenyament de llengua i literatura catalanes i espanyola, primer a l'Escola Normal de Palma i després a la Universitat de les Illes Balears, a més d'haver treballat a favor de la normalització de la llengua catalana a les illes.

## Obra
- Sovint el record queda a l'asfalt, Revista Lluc (1972)
- Nosaltres esperàvem Mr. Marshall (1976)
- La bruixa Lonieta. Edicions Cort, 1992. ISBN 84-7535-241-3.
- Memòria de vida. Pollença: El Gall, 2004. ISBN 84-95232-57-X; 2a edició, El Tall, 2025 ISBN 978-8496019-98-0
- Taules de marbre. (1974, reedició Editorial Moll 2020).[11][12]
- Ell i tu i altres relats (2024) ISBN 978-84-96019-94-2[13]